# Austrian Football League 2007
Die Austrian Football League 2007 war die 23. Spielzeit der höchsten österreichischen Spielklasse der Männer im American Football. Sie begann am 24. März 2007 mit dem Spiel der Swarco Raiders Tirol gegen die Turek Graz Giants (20:35) und endete am 14. Juli 2007 mit dem Sieg und damit dem Meistertitel der Dodge Vikings Vienna gegen die Turek Graz Giants (42:14) in der Austrian Bowl XXIII auf der Hohen Warte in Wien.

## Teams
- Carinthian Black Lions (Klagenfurt)
- Cineplexx Blue Devils (Hohenems)
- Danube Dragons (Klosterneuburg)
- Dodge Vikings Vienna (Wien)
- Swarco Raiders Tirol (Innsbruck)
- Turek Graz Giants (Graz)

## Tabelle
| AFL 2007 |                        |    |   |   |   |       |      |      |      |
|          | Team                   | Sp | S | U | N | Pct   | P35+ | P35− | Diff |
| 1        | Dodge Vikings Vienna   | 8  | 7 | 0 | 1 | 0,875 | 323  | 156  | +167 |
| 2        | Swarco Raiders Tirol   | 8  | 5 | 0 | 3 | 0,625 | 233  | 237  | 00−4 |
| 3        | Turek Graz Giants      | 8  | 5 | 0 | 3 | 0,625 | 220  | 187  | 0+33 |
| 4        | Danube Dragons         | 8  | 4 | 0 | 4 | 0,500 | 224  | 241  | 0−17 |
| 5        | Carinthian Black Lions | 7  | 3 | 0 | 4 | 0,429 | 117  | 154  | 0−37 |
| 6        | Cineplexx Blue Devils  | 7  | 0 | 0 | 7 | 0,000 | 136  | 250  | −114 |

Legende: Sp = Spiele, S = Siege, U = Unentschieden, N = Niederlagen, Pct = Winning Percentage,

P35+= erzielte Punkte (max. 35 mehr als gegnerische), P35− = zugelassene Punkte (max. 35 mehr als eigene), Diff = Differenz

Bei gleicher Pct zweier Teams zählt der direkte Vergleich

 Qualifikation für die Austrian Bowl

## Spielplan
| Datum               | Kickoff | Heim                   | Ergebnis | Auswärts               | Stadion                              |
| ------------------- | ------- | ---------------------- | -------- | ---------------------- | ------------------------------------ |
| Woche 1             |         |                        |          |                        |                                      |
| 24. März            | 15:00   | Swarco Raiders Tirol   | 20:35    | Turek Graz Giants      | Tivoli-Neu, Innsbruck                |
| 24. März            | 15:30   | Carinthian Black Lions | 6:24     | Danube Dragons         | Kaiser-Arnulf-Sportzentrum, Moosburg |
| 25. März            | 15:00   | Dodge Vikings Vienna   | 35:18    | Cineplexx Blue Devils  | Trainingszentrum Ravelinstraße, Wien |
| Woche 2             |         |                        |          |                        |                                      |
| 31. März            | 14:00   | Turek Graz Giants      | 23:6     | Carinthian Black Lions | ASKÖ-Stadion Eggenberg, Graz         |
| 31. März            | 16:00   | Danube Dragons         | 29:49    | Dodge Vikings Vienna   | Stadion Happyland, Klosterneuburg    |
| 1. April            | 17:00   | Cineplexx Blue Devils  | 13:32    | Swarco Raiders Tirol   | Herrenriedstadion, Hohenems          |
| Woche 3             |         |                        |          |                        |                                      |
| 14. April           | 15:30   | Carinthian Black Lions | 6:35     | Dodge Vikings Vienna   | Stadion Villach Lind, Villach        |
| Woche 4             |         |                        |          |                        |                                      |
| 21. April           | 15:10   | Swarco Raiders Tirol   | 24:14    | Dodge Vikings Vienna   | Tivoli-Neu, Innsbruck                |
| 21. April           | 15:30   | Carinthian Black Lions | 23:14    | Turek Graz Giants      | Stadion Villach Lind, Villach        |
| 21. April           | 17:15   | Cineplexx Blue Devils  | 7:14     | Danube Dragons         | Herrenriedstadion, Hohenems          |
| Woche 5             |         |                        |          |                        |                                      |
| 28. April           | 16:00   | Turek Graz Giants      | 49:21    | Swarco Raiders Tirol   | ASKÖ-Stadion Eggenberg, Graz         |
| Woche 6             |         |                        |          |                        |                                      |
| 5. Mai              | 16:00   | Danube Dragons         | 35:49    | Swarco Raiders Tirol   | Stadion Happyland, Klosterneuburg    |
| 6. Mai              | 16:00   | Dodge Vikings Vienna   | 49:21    | Turek Graz Giants      | Stadion Hohe Warte, Wien             |
| Woche 7             |         |                        |          |                        |                                      |
| 19. Mai             | 15:10   | Swarco Raiders Tirol   | 28:0     | Carinthian Black Lions | Tivoli-Neu, Innsbruck                |
| 19. Mai             | 16:00   | Turek Graz Giants      | 18:27    | Dodge Vikings Vienna   | ASKÖ-Stadion Eggenberg, Graz         |
| 19. Mai             | 16:00   | Danube Dragons         | 35:23    | Cineplexx Blue Devils  | Stadion Happyland, Klosterneuburg    |
| Woche 8             |         |                        |          |                        |                                      |
| 2. Juni             | 17:00   | Turek Graz Giants      | 27:21    | Danube Dragons         | ASKÖ-Stadion Eggenberg, Graz         |
| 2. Juni             | 17:10   | Swarco Raiders Tirol   | 47:35    | Cineplexx Blue Devils  | Tivoli-Neu, Innsbruck                |
| Woche 9             |         |                        |          |                        |                                      |
| 9. Juni             | 16:00   | Danube Dragons         | 38:22    | Carinthian Black Lions | Stadion Happyland, Klosterneuburg    |
| 9. Juni             | 17:15   | Cineplexx Blue Devils  | 20:33    | Turek Graz Giants      | Herrenriedstadion, Hohenems          |
| Woche 10            |         |                        |          |                        |                                      |
| 16. Juni            | 17:00   | Carinthian Black Lions | 54:20    | Cineplexx Blue Devils  | Kaiser-Arnulf-Sportzentrum, Moosburg |
| 17. Juni            | 15:00   | Dodge Vikings Vienna   | 56:12    | Swarco Raiders Tirol   | Stadion Hohe Warte, Wien             |
| Woche 11            |         |                        |          |                        |                                      |
| 24. Juni            |         | Dodge Vikings Vienna   | 58:28    | Danube Dragons         |                                      |
| Austrian Bowl XXIII |         |                        |          |                        |                                      |
| 14. Juli            | 19:45   | Dodge Vikings Vienna   | 42:14    | Turek Graz Giants      | Stadion Hohe Warte, Wien             |

### Austrian Bowl XXIII
| Austrian Bowl XXIII – Wien (5.000 Zuschauer) | Austrian Bowl XXIII – Wien (5.000 Zuschauer) | Austrian Bowl XXIII – Wien (5.000 Zuschauer) | Austrian Bowl XXIII – Wien (5.000 Zuschauer)          | Austrian Bowl XXIII – Wien (5.000 Zuschauer)          | Austrian Bowl XXIII – Wien (5.000 Zuschauer)          | Austrian Bowl XXIII – Wien (5.000 Zuschauer)          |
| -------------------------------------------- | -------------------------------------------- | -------------------------------------------- | ----------------------------------------------------- | ----------------------------------------------------- | ----------------------------------------------------- | ----------------------------------------------------- |
| Team                                         | Team                                         | Punkte                                       | Q1                                                    | Q2                                                    | Q3                                                    | Q4                                                    |
| Dodge Vikings Vienna                         | Dodge Vikings Vienna                         | 42                                           | 6                                                     | 15                                                    | 7                                                     | 14                                                    |
| Turek Graz Giants                            | Turek Graz Giants                            | 14                                           | 0                                                     | 14                                                    | 0                                                     | 0                                                     |
| Vikings                                      | Giants                                       | Spieler                                      | Spielzug                                              | Spielzug                                              | Spielzug                                              | Spielzug                                              |
| 3                                            | 0                                            | Peter Kramberger                             | 33-Yard Field Goal                                    | 33-Yard Field Goal                                    | 33-Yard Field Goal                                    | 33-Yard Field Goal                                    |
| 6                                            | 0                                            | Peter Kramberger                             | 41-Yard Field Goal                                    | 41-Yard Field Goal                                    | 41-Yard Field Goal                                    | 41-Yard Field Goal                                    |
| 6                                            | 7                                            | Klaus Geier                                  | 4-Yard Pass von Thomas Ricks (PAT Christoph Kipperer) | 4-Yard Pass von Thomas Ricks (PAT Christoph Kipperer) | 4-Yard Pass von Thomas Ricks (PAT Christoph Kipperer) | 4-Yard Pass von Thomas Ricks (PAT Christoph Kipperer) |
| 14                                           | 7                                            | Ralph Pointner                               | 8-Yard Pass von Luke Atwood (TPC Luke Atwood)         | 8-Yard Pass von Luke Atwood (TPC Luke Atwood)         | 8-Yard Pass von Luke Atwood (TPC Luke Atwood)         | 8-Yard Pass von Luke Atwood (TPC Luke Atwood)         |
| 14                                           | 14                                           | Florian Mittl                                | 4-Yard Lauf (PAT Christoph Kipperer)                  | 4-Yard Lauf (PAT Christoph Kipperer)                  | 4-Yard Lauf (PAT Christoph Kipperer)                  | 4-Yard Lauf (PAT Christoph Kipperer)                  |
| 21                                           | 14                                           | Johannes Widner                              | 27-Yard Pass von Luke Atwood (PAT Peter Kramberger)   | 27-Yard Pass von Luke Atwood (PAT Peter Kramberger)   | 27-Yard Pass von Luke Atwood (PAT Peter Kramberger)   | 27-Yard Pass von Luke Atwood (PAT Peter Kramberger)   |
| 28                                           | 14                                           | Clinton Graham                               | 11-Yard Lauf (PAT Peter Kramberger)                   | 11-Yard Lauf (PAT Peter Kramberger)                   | 11-Yard Lauf (PAT Peter Kramberger)                   | 11-Yard Lauf (PAT Peter Kramberger)                   |
| 35                                           | 14                                           | Luke Atwood                                  | 4-Yard Lauf (PAT Peter Kramberger)                    | 4-Yard Lauf (PAT Peter Kramberger)                    | 4-Yard Lauf (PAT Peter Kramberger)                    | 4-Yard Lauf (PAT Peter Kramberger)                    |
| 42                                           | 14                                           | Pasha Asiladab                               | 46-Yard Pass von Luke Atwood (PAT Peter Kramberger)   | 46-Yard Pass von Luke Atwood (PAT Peter Kramberger)   | 46-Yard Pass von Luke Atwood (PAT Peter Kramberger)   | 46-Yard Pass von Luke Atwood (PAT Peter Kramberger)   |
| MVP: Luke Atwood, Vikings                    |                                              |                                              |                                                       |                                                       |                                                       |                                                       |

## Liga-MVPs
Die am Ende der Saison bekannt gegebenen Liga-MVPs sind:
- Most Valuable Player des Jahres – Clinton Graham (Dodge Vikings)
- Offense Player des Jahres: Jakob Dieplinger (Swarco Raiders Tirol)
- Defense Player des Jahres: Mario Floredo (Dodge Vikings)
- Youngstar Player des Jahres: Andrej Kliman (Danube Dragons)
- Coach des Jahres: Ivan Zivko (Danube Dragons)